# His Squaw
His Squaw è un cortometraggio muto del 1912 diretto da Charles Giblyn. È la prima sceneggiatura firmata da Monte M. Katterjohn (1891-1949) che, dal 1912 al 1931, scriverà 72 tra soggetti e sceneggiature cinematografiche.
Il protagonista, Sherman Bainbridge, fu un attore specializzato in western che lavorò soprattutto con piccole compagnie indipendenti. Questo è il suo terzo film. Fu uno dei primi film anche per Rhea Mitchell.

## Produzione
Il film fu prodotto dalla Broncho Film Company.

## Distribuzione
Distribuito dalla Mutual, il film - un cortometraggio western in due bobine della durata di venti minuti - uscì nelle sale cinematografiche statunitensi il 4 dicembre 1912.